# Michel de Bom
Michel de Bom (Brussel, 6 december 1950) is een Belgische stripscenarist. Hij werkt onder het pseudoniem Bom.
Na zijn studie aan de Academie voor Schone Kunsten te Brussel ging De Bom werken bij Spirou, waar hij enkele humoristische scenario's schreef voor onder andere Watch (Déboussolés), Dédé (Alcofribas et O'Trush) en Bosse (1977). Met deze jonge auteurs probeerde hij een nieuw maandblad op te richten; Zazou, dat na het eerste nummer alweer werd gestopt.
Hij schreef ook enkele afleveringen van Flagada voor Degotte. In 1978 schreef hij voor Maliks Big Joe. Vanaf 1980 schreef hij talloze scenario's voor tekenaars van het weekblad Kuifje, waaronder Walli (Ton en Tinneke, Chlorophyl, Gil Sinclair), Patrice Cadot (Ed en Ad, Chaffoux), Urbain (Katy Brizard), Crisse (Nahomi), Erwin Drèze (Louis Valmont), Rodrigue (Les Conspirateurs) en Thierry Caiman (Sylvester van Rochefort).
Vanaf 1982 maakt hij samen met Sidney de strip Julie, Klaartje en Cécile. Met Frank Pé schreef hij 4 albums van de stripreeks Ragebol. Het derde album van Ragebol, De nacht van de kat, haalde hij in 1990 de publieksprijs op het internationaal stripfestival van Angoulême. 
- Bibliothèque nationale de France: cb43389103j (data)
- Gemeinsame Normdatei: 137393733
- International Standard Name Identifier: 0000 0001 2029 5182
- Système universitaire de documentation: 026736659
- Virtual International Authority File: 81590650
- WorldCat: E39PBJp68txw6TdWXgFwhT34v3